# Елм Крик (Тексас)
Елм Крик (енгл. Elm Creek) насељено је место без административног статуса у америчкој савезној држави Тексас.

## Демографија
По попису из 2010. године број становника је 2.469, што је 541 (28,1%) становника више него 2000. године.
| Група             | 2000.         | 2010.         |
| Белци             | 49 (2,5%)     | 48 (1,9%)     |
| Афроамериканци    | 2 (0,1%)      | 1 (0,0%)      |
| Азијати           | 0 (0,0%)      | 0 (0,0%)      |
| Хиспаноамериканци | 1.873 (97,1%) | 2.420 (98,0%) |
| Укупно            | 1.928         | 2.469         |